# Campeonato Goiano de Futebol de 1987
O Campeonato Goiano de Futebol de 1987 foi a 44º edição da divisão principal do campeonato estadual de Goiás. O campeão foi o Goiás que conquistou seu 9º título na história da competição. O Atlético Goianiense foi o vice-campeão.

## Participantes
| Equipe       | Cidade       | Em 1986 | Participação | Títulos             |
| ------------ | ------------ | ------- | ------------ | ------------------- |
| Anápolis     | Anápolis     | 6º      | -            | 1 (1965)            |
| Anapolina    | Anápolis     | 4º      | -            | 0 (não possui)      |
| Atlético     | Goiânia      | 2º      | 44ª          | 8 ( último em 1985) |
| Ceres        | Ceres        | 10º     | -            | 0 (não possui)      |
| CRAC         | Catalão      | -       | -            | 1 (1967)            |
| Goiânia      | Goiânia      | 8º      | 44ª          | 14 (último em 74)   |
| Goiás        | Goiânia      | 3º      | 44ª          | 8 (Último em 1986)  |
| Goiatuba     | Goiatuba     | 9º      | -            | 0 (não possui)      |
| Itumbiara    | Itumbiara    | 4º      | -            | 0 (não possui)      |
| Rio Verde    | Rio Verde    | 5º      | -            | 0 (não possui)      |
| Santa Helena | Santa Helena | -       | -            | 0 (não possui)      |
| Vila Nova    | Goiânia      | 3º      | -            | 11 (último em 84)   |

## Premiação
| Campeonato Goiano de 1987 |
| Goiânia                   |
| ------------------------- |
| Goiás Campeão (9º título) |